# داریو فیگوئروآ
داریو فیگوئروآ (انگلیسی: Darío Figueroa؛ زادهٔ ۱۳ فوریهٔ ۱۹۷۸) بازیکن فوتبال اهل آرژانتین است.
از باشگاه‌هایی که در آن بازی کرده‌است می‌توان به باشگاه فوتبال ریور پلاته، باشگاه فوتبال کاراکاس، و باشگاه فوتبال یوکوهاما مارینوس اشاره کرد.
وی همچنین در تیم ملی فوتبال زیر ۲۰ سال آرژانتین بازی کرده‌است.